# ADN nuclear
L'ADN nuclear (ADNn, en anglès nDNA), és l'ADN que figura dins del nucli d'un organisme eucariota. En la majoria dels casos codifica més que l'ADN mitocondrial i es transmet sexualment. L'ADN nuclear és el més comú dels ADN utilitzats en els exàmens forenses.